# 行松康忠
行松 康忠（ゆきまつ やすただ）は、戦国時代の武将。細川肥前守と同一人物とされる。

## 概要
行松氏は和泉国日根郡熊取荘を本拠地とする国人であり、畠山氏の被官であった。
康忠は母親が宮崎直定の娘とされ、畠山高政とは義理の叔父甥の関係に当たる。天文2年（1533年）10月に遊佐順盛代として活動している様子が見られる。また、畠山氏の家臣であった吉益高秀が元和2年（1616年）5月に作成した「河内国高屋城絵図」では子の行松源内助秀忠が「細川肥前守子」とされており、康忠の別名が細川肥前守であったと考えられる。天文年間には守護の細川氏が没落し三好長慶方の十河一存が岸和田城に入城するなど和泉国に混乱が続いたため、田畠や茶園、屋敷などを中家や根来寺の成真院に売却して没落した。同20年（1551年）に2月に討死した。